# Wrzesień 2018

## 30 września
- Zakończyły się rozgrywane w Innsbrucku mistrzostwa świata w kolarstwie szosowym. Ostatnią konkurencję – wyścig ze startu wspólnego mężczyzn – wygrał Hiszpan Alejandro Valverde[1].
- Zakończyły się Mistrzostwa Świata w Piłce Siatkowej Mężczyzn, w finale reprezentacja Polski pokonała Brazylijczyków, zdobywając trzeci w historii tytuł mistrzowski[2].
- W zakończonych mistrzostwach świata w koszykówce kobiet zwyciężyła reprezentacja Stanów Zjednoczonych, która w finale pokonała Australijki[3].

## 28 września
- Trzęsienie ziemi na indonezyjskiej wyspie Celebes i wywołane nim tsunami zabiły ponad 1400 osób[4][5][6].
- W Karolinie Południowej rozbił się samolot Lockheed Martin F-35B Lightning II, pilot zdążył się katapultować. Była to pierwsza katastrofa w locie tej maszyny bojowej[7][8].

## 27 września
- Zakończyły się rozgrywane w Baku mistrzostwa świata w judo: rozegrano mistrzostwa seniorów, a ostatniego dnia mistrzostwa drużynowe. Klasyfikację medalową wygrała Japonia, której reprezentanci zdobyli aż 17 medali, w tym 8 złotych[9][10].

## 25 września
- Socjaldemokratyczny premier Szwecji Stefan Löfven przegrał głosowanie nad wotum zaufania, co rozpoczęło proces dymisji jego rządu[11].

## 22 września
- 25 osób zginęło w zamachu w mieście Ahwaz w Iranie, podczas parady wojskowej zorganizowanej dla uczczenia rocznicy wybuchu wojny iracko-irańskiej z lat 1980-1988[12].
- Zakończył się 43. Festiwal Polskich Filmów Fabularnych w Gdyni. „Złote Lwy”, główną nagrodę festiwalu, zdobył film Zimna wojna w reżyserii Pawła Pawlikowskiego[13].

## 20 września
- Katastrofa promu MV Nyerere na Jeziorze Wiktorii w Tanzanii, w której zginęło ponad 200 osób[14].

## 18 września
- Powódź w Nigerii spowodowana ulewnymi deszczami zabiła sto osób[15].

## 16 września
- Kenijczyk Eliud Kipchoge zwyciężył w Maratonie Berlińskim, ustanawiając wynikiem 2:01:39 rekord śwata w biegu maratońskim[16].
- Podczas mityngu wielobojowego Decastar w Talence Francuz Kévin Mayer ustanowił wynikiem 9126 punktów rekord śwata w dziesięcioboju[17].
- Brytyjczyk Simon Yates (Mitchelton-Scott) zwyciężył w kolarskim wyścigu wieloetapowym Vuelta a España[18].

## 15 września
- Co najmniej 66 osób zginęło na Filipinach w wyniku uderzenia tajfunu Mangkhut. Większość ofiar poniosła śmierć w wyniku osunięć ziemi[19].

## 13 września
- Polak Tomasz Ritter zdobył I nagrodę I Międzynarodowego Konkursu Chopinowskiego na Instrumentach Historycznych[20].
- Parlament Słowenii zatwierdził skład rządu Marjana Šarca[21].

## 9 września
- W rozgrywkach singlistów podczas wielkoszlemowego turnieju tenisowego US Open triumfowali: Japonka Naomi Ōsaka i Serb Novak Đoković[22][23].
- W wyborach parlamentarnych w Szwecji zwyciężyła Szwedzka Socjaldemokratyczna Partia Robotnicza[24].

## 6 września
- Silne trzęsienie ziemi na wyspie Hokkaido w Japonii[25].
- Jocelyn Bell Burnell otrzymała nagrodę specjalną Special Breakthrough Prize in Fundamental Physics za odkrycie pulsarów.

## 2 września
- Wybuchł wielki pożar w Muzeum Narodowym Brazylii w Rio de Janeiro, najstarszym muzeum kraju[26].